# 제10회 대한민국국제청소년영화제
제10회 대한민국국제청소년영화제는 2010년 11월 23일에 열린 시상식이다.

## 수상 및 후보

### 인기영화인 - 대상 영화감독부문
- 봉준호 수상

### 인기영화인 - 대상 원로배우
- 이순재 수상

### 인기영화인 - 대상 남자배우
- 원빈 수상

### 인기영화인 - 대상 여자배우
- 전도연 수상

### 인기영화인 - 대상 여자신인배우
- 이민정 수상

### 상영작
- [[외출 [BEYOND THE DOOR]]] - 박준영
- 나의 깜씨 - 김하나
- 굿바이, 허니 - 권민구
- 관계자 외 출입금지 - 이재호
- 미얀마 선언 - 최신춘
- 아버지 - 이정표
- 공간 - 민형록
- 김씨의 하루 - 김지선
- 역습 - 고효주
- Cycle - 심재훈
- 락 - 김승연
- 생일축하해 - 황인애
- 물음표를 주세요 - 석연주
- self - renewal - 임효정
- 가족다사랑보험 - 이재환
- 안중근 - 이재환
- 작은 연인들 - 김예원
- 그녀에게 닿을 수 있을 12칸만큼 - 한동석
- 블루 오션 - 김만진
- 전망 좋은 밤 - 이용의
- 정전 - 전창현
- 번지점프를 하다 - 김슬기
- 사마귀 - 박상필
- 습관 - 구인회
- 미래를 걷는 소녀 - 이지열
- 그게, 참 - 안여진
- 낙 - 장우진
- 나쁜, 꿈 - 황제은
- Bullet - 김지현
- 안녕하십니까 이정훈입니다. - 이주원
- Fun&뻔 - 마준철
- 김치찌개 - 박수민
- sunshine - 손형보
- 트루 로맨스 - 황순용
- sunshine - 이형기
- 있잖아요 - 김홍민
- 홀로타기 - 변해운
- 문 - 김수진
- 네번째 고백 - 김병훈
- 우리 - 허솔
- 숫돌이들 - 박은규
- 뻥이요 - 김혜주
- 가문의 대가리 - 김정연
- 밥통요정진희 - 안근영
- 19초미만 - 엄중선
- 뽀뽀뽀 - 이은솔
- 그녀에겐 어려운 - 홍승민
- 방문 - 최선아
- 몽세 - 이지호
- 어항 - 김아라 외 2명
- 마틴 - 남원희
- 피터팬프로젝트 - 유성수
- A BOY - 허재영
- 낚시하는 아빠 - 조민지 외 2명
- 동정 - 박웅수
- 그리다 - 이범희
- 바보 - 최두루
- 노인지국 - 임다혜
- 작은거인 - 강희동
- 희망 - 황영식
- 인도네시아를 아시나요 - 이솔
- I see you - 한주희
- Dear.Alien - 이수진
- 산타의 비밀 - 지영은
- The Line - 한규범
- 사랑이 죄인가요? - 김유정
- 세상을 향한 곰 - 김도영
- 화이트 - 김도영
- 수채화 우산 - 이희정
- 붕어빵 - 양현수
- Fishing - 김동진
- 몽골 '그 변해버린 대지' - 채재강
- 쩔뚝, 쩔뚝. - 이동훈
- 그럼에도 불구하고 - 정영훈
- 1M 접근금지 - 강민건
- 반갑습네다 - 권한슬
- 수험생 - 박두용
- Fight - 정수정
- 일그러진 시선 - 한형석
- DEATH - 김만준
- 부여 은산의 이야기 - 별신제 - 김재범
- 가면 - 이자룡
- 관계자 외 출입금지 - 한상준
- 나는 - 박진석
- Film No.0813 / Film Name.Nemesis - 강형규
- 꽃 - 정승주
- 옆집에팀 - 문수빈
- 저주대행, 그 두번째 이야기 - 김국현
- 미아 - 홍애진
- 보이지않는 진실 - 이정아
- 헌수에게 - 박경은
- 설레여? - 안종민
- 동상무몽 - 최한아
- 종이접는 방법 - 서유리
- 가글맨 - 임대도
- Eating,and…then - 김나라
- 셔틀 - 신은식
- THE DARK PLANET - 구동완
- 날아라 금붕어 - 송충익
- 포철고死 - 주현정 외 1명
- P-VIRUS - 정지원
- Monologue - 김예원
- 당신의 꿈은 무엇입니까? - 이준상
- 약탈 - 김진아
- 추리게임 - 강민건
- 교환 - 김윤주
- 코넬리아 디란지 - 이재림
- The Box - 고혜린
- 풋! 고추 이야기 - 김수랑
- 크레용과 아가방 - 문채린 외 2명
- 아베 마리아 - 윤성재
- 그림일기 - 박태환
- 뮤비 DREAM - 박수진
- 라쿠카라차 - 이예은
- 구해줘 - 주아란
- 우리오빠는 사춘기 - 박승규
- 불량 신데렐라 - 박지혜
- 다시는 시달리기 싫은 꿈 - 김준성
- 놈놈놈 - 박하진
- 6. 23 전쟁 - 박재원
- 멈춰버린 시간 - 민유영
- 우산 - 김영은
- 하늘아 바당아 어디가멘? - 안승우
- 초컬릿 - 김자영 외 1명
- 아름다운 동행 - 정은별
- 내친구 목발
- 네자매 - 전수빈